# استنلی آنوین
سر استنلی آنوین (زادهٔ ۱۹ دسامبر ۱۸۸۴، درگذشت ۱۳ اکتبر ۱۹۶۸) یک ناشر بریتانیایی بود که جورج آلن و آنوین را در بریتانیا تأسیس کرد. درست در روز تأسیس این انتشارات، آغاز جنگ جهانی اول اعلام شد.
این انتشارات با افراد مهمی چون برتراند راسل، ماهاتما گاندی، سیدنی وب، آر. اچ تاونی و جی. آر. آر. تالکین همکاری کرد.
آنوین یک صلح‌جو بود و در جریان جنگ جهانی اول مخالف با سربازی بود و به نیروهای داوطلب مردمی پیوست.